# 阿萨德·哈桑·希巴尼
阿萨德·哈桑·希巴尼（阿拉伯语：أسعد حسن الشيباني，1987年—），叙利亚政治人物，现任叙利亚过渡政府外交部长，希巴尼生于哈塞克省，毕业于大马士革大学，获英语语言文学学士学位，从伊斯坦布尔萨巴哈丁·宰姆大学获得政治学和国际关系硕士学位和博士学位。

## 生平
希巴尼於1987年出生，來自一個阿拉伯家庭，屬於哈塞克省東部鄉郊地區的巴努沙伊班部落。
他隨家人遷往大馬士革定居，並於2009年畢業於大馬士革大學，取得文學與人文學院的英語語言與文學學位。
2022年，他在伊斯坦堡薩巴哈丁·宰姆大學獲得政治學與國際關係碩士學位，並持續修讀該學科的博士課程至2024年。此外，他亦正在修畢一項由美國大學開辦的工商管理碩士課程，現已進入最後階段。

## 事蹟

### 敘利亞內戰
希巴尼積極參與2011年爆發的敘利亞革命。在內戰期間，他與艾哈邁德·沙拉一同創立努斯拉陣線，這是基地組織在敘利亞的分支，並與沙拉建立密切關係。隨着努斯拉陣線轉型為沙姆解放組織，希巴尼曾負責該組織的對外事務。
敘利亞內戰期間，他使用多個化名，包括「納西姆」、「阿布·艾莎」、「阿布·阿馬爾·沙米」、「侯薩姆·沙菲伊」，以及最為人熟知的「扎伊德·阿塔爾」。在擔任現職前，他於2017年參與創立敘利亞救國政府，並主導設立該政府的政治事務管理局。在這職位上，他曾與聯合國、主要國際機構及多國外交官員接觸。

### 敘利亞外交與僑務部

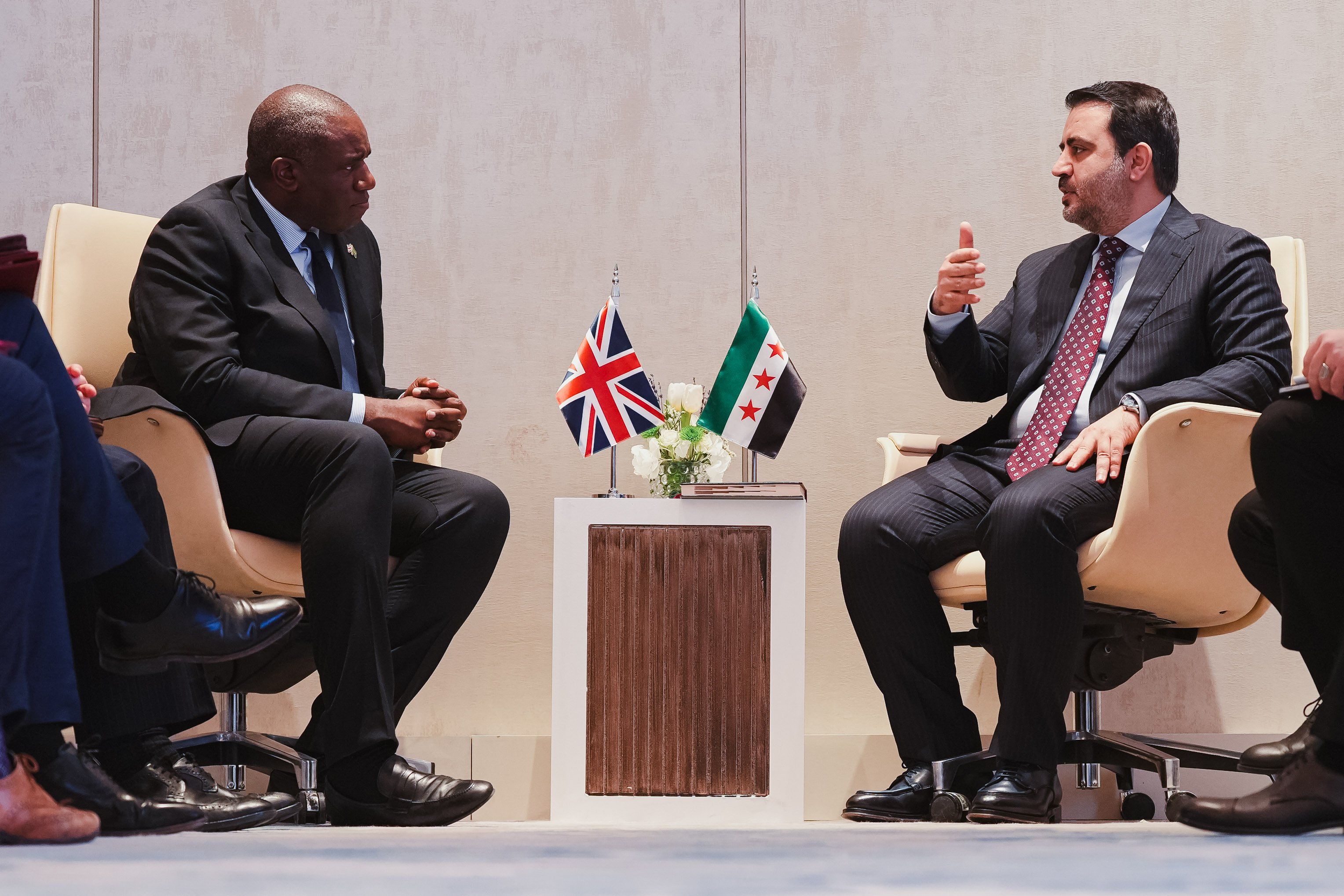
2025年1月12日，希巴尼在沙地阿拉伯利雅得與英國外相林德偉會面，展開新政府對外事務的首輪會晤。

2024年12月21日，希巴尼獲委任為敘利亞看守政府的外交與僑務部部長，該政府是在阿薩德政權垮台後成立。他隨即着手為新政府建立與過去復興黨政權立場明顯不同的對外政策與外交方針。
他亦重返過去因敘利亞遭國際孤立而被排除的國際會議，這種孤立源於2011年革命爆發後，前政權的血腥鎮壓行動所引致的外交制裁。

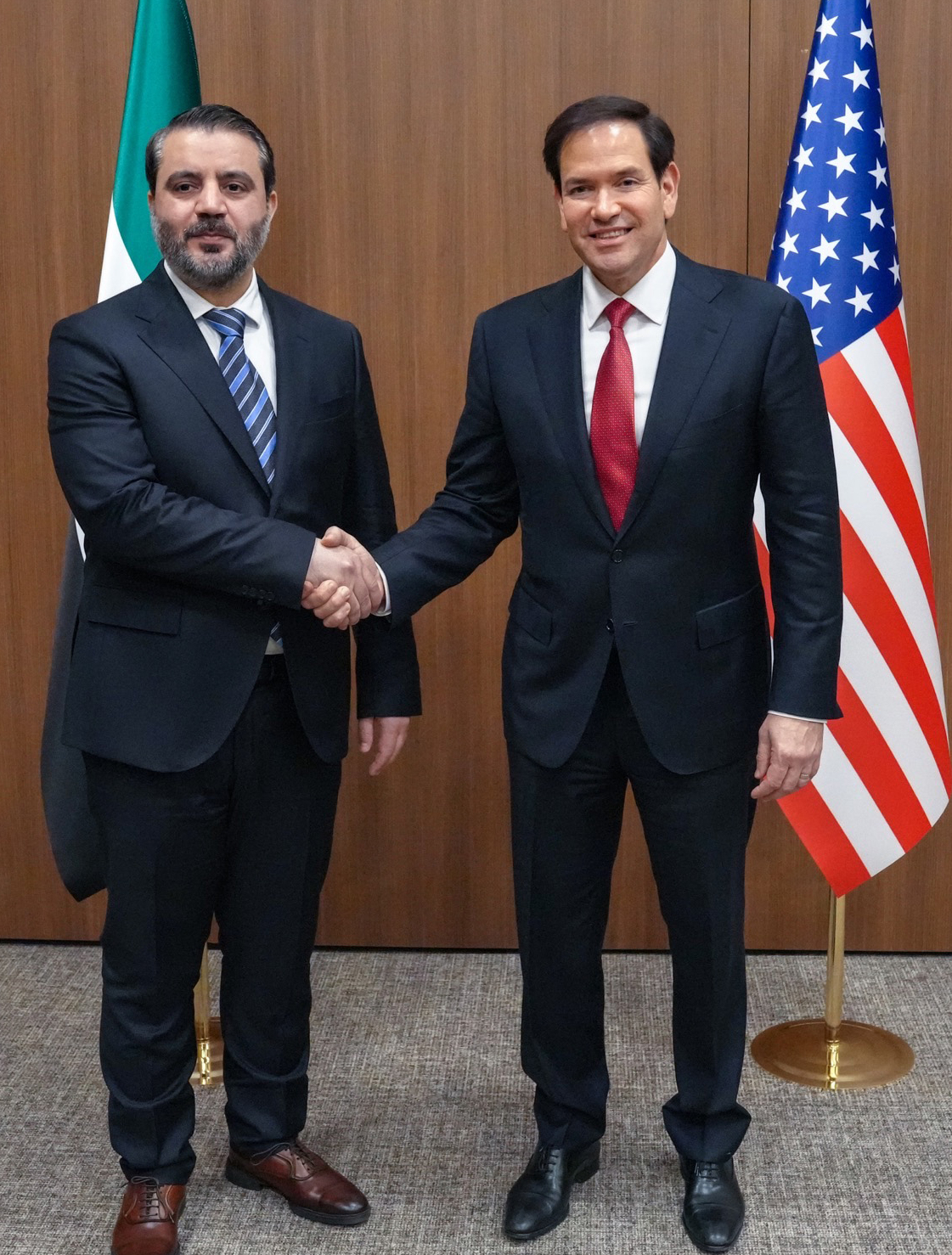
2025年5月15日，希巴尼在土耳其安塔利亞與美國國務卿馬可·魯比奧舉行會談

希巴尼積極展開外交工作，造訪多個國家，包括多個海灣國家，並特別重建與土耳其的關係，兩國自內戰爆發以來已中斷外交往來近14年。他亦曾前往禁止化學武器組織總部，期間表明敘利亞將全面銷毀國內所有殘餘化學武器。
他出席多場重大國際會議，包括2025年利雅得敘利亞問題會議、達沃斯世界經濟論壇、以及慕尼黑安全會議。作為新政府的外交代表，他持續尋求修復與西方及國際夥伴的關係，同時一貫主張解除對敘利亞的制裁。
2025年3月29日，敘利亞過渡政府正式成立，希巴尼繼續留任外交與僑務部部長。4月10日，韓國外交部長趙兌烈訪問大馬士革，與希巴尼會面。雙方簽署建交協議，內容包括設立大使館及互派使節。此舉令敘利亞成為除朝鮮外，最後一個與韓國建立外交關係的聯合國成員國。
5月15日，他亦在土耳其安塔利亞與美國國務卿馬可·魯比奧舉行會談。這場會晤正值美國總統當勞·特朗普宣佈解除對敘利亞制裁、並推動雙邊關係正常化的兩日後。